# Personnages de Final Fantasy IX
Le jeu vidéo Final Fantasy IX suit les aventures d'une équipe de huit personnages dans un monde vaste.

## Groupe principal
Note : entre parenthèses sont indiquées les noms japonais, leur romanisation puis les noms anglais.

### Djidane Tribal
Djidane Tribal (VO : Zidane Tribal (ジタン・トライバル, jitan toraibaru) est un membre de la troupe des Tantalas, une organisation de voleurs au grand cœur. Adolescent charmeur, farceur et provocateur, usant d'un langage populaire et familier, il apportera chaleur, espoir et optimisme à ses compagnons d'aventure. Orphelin, dont le seul souvenir de son enfance est une coruscation bleue, il fait état d'un caractère fort et protecteur, n'hésitant pas à tendre la main et donner de sa personne. Au commencement de l'aventure, Djidane se voit chargé par Bach, le chef des Tantalas, de kidnapper la princesse Grenat di Alexandros. Cependant le plan tournera mal et dès lors, il jouera le rôle de protecteur.
Au cours de l’aventure, Djidane découvrira sa véritable origine : il est un clone de Terra, un monde parallèle, créé par Garland pour lui succéder, mais Kuja, un clone plus puissant mais imparfait, l'envoya sur Héra par jalousie.

### Grenat di Alexandros
Grenat di Alexandros (VO : Garnet til Alexandros 17th (ガーネット・ティル・アレクサンドロス17世, gānetto tiru arekusandorosu 17e), alias Dagga (VO : Dagger (ダガー, dagā) est la princesse d'Alexandrie et la fille unique de la Reine Branet. Grenat est naturellement curieuse et rêveuse. En effet, elle a toujours vécu confinée dans le palais, ce qui l'a poussée à s'aventurer à l'extérieur. Préoccupée par les comportements étranges de sa mère, elle s'échappe du château accompagnée de Djidane. Pendant le voyage, elle prend le nom de « Dagga » en s'inspirant d'une dague de Djidane, pour cacher sa véritable identité. Elle a une étrange connexion avec les Chimères qu'elle ne s'explique pas, jusqu'à ce qu'elle découvre dans les ruines de la ville de Madahine-Salee qu'elle est une Invokeure, ayant survécu à la destruction de la ville en fuyant par bateau avec sa mère, morte pendant le trajet, et recueillie par le roi de la cité d'Alexandrie qui venait de perdre sa fille, un secret connu du roi, de la reine Branet et de maître Totto, un savant qui deviendra le précepteur de la jeune princesse.

### Bibi Orunitia
Bibi Orunitia (VO : Vivi Ornitier (ビビ・オルニティア, bibi orunitia) est un petit mage noir de 9 ans au cœur pur. Très timide et assez peureux, il rencontre Djidane au cours d'un accident durant une pièce de théâtre à Alexandrie. Son passé est un mystère, même pour lui. Une théorie est que ce dernier fut créé par le duo Pile et Face comme prototype de mage noir, avant qu'il ne tombe d'un cargo et ne soit repêché par Kwane, un kwee en exil. Ce dernier décide finalement de ne pas le manger et de le recueillir. Jusqu'à la mort de ce dernier, qu'il considère comme son grand-père, Bibi habite dans une grotte au Sud du continent de la Brume. À la suite du décès de Kwane, le petit mage noir décide de se rendre à Tréno, une ville voisine. Il embarque alors dans un aéronef pour se rendre à Alexandrie, afin d'assister à la représentation de la pièce "Je veux être ton oisillon" par la troupe des Tantalas, donnée à l'occasion des 16 ans de la princesse Grenat. Son nom est un terme populaire au Japon pour désigner un pleurnichard ou quelqu'un qui manque de confiance.

### Adelbert Steiner
Edward Adelbert Steiner (VO : Aldebert Steiner (アデルバート・スタイナー, aderubāto sutainā) est le capitaine des Brutos, les chevaliers du château d'Alexandrie, et également le garde du corps de la princesse Grenat. Il est doté d'un grand sens du devoir et n'aime pas beaucoup Djidane, qu'il considère comme un truand sournois sur les bords. La reine lui ayant ordonné de ramener Grenat au château d'Alexandrie, il s'y efforcera pendant la première moitié du jeu. Il est intensément loyal et préoccupé par la sécurité de celle-ci, ce qui fait qu'il réalise rarement la débrouillardise de Grenat. Il est capable de maîtriser ses crises de colère par respect pour la princesse. Bien qu'il ne s'entende pas bien avec Djidane, il l'assiste pour protéger la princesse mais finira par lui accorder sa confiance beaucoup plus tard. Alors qu'il ne le connaît pas, il est toujours très respectueux de Bibi. Steiner est très robuste physiquement et il peut coupler son épée à la magie de Bibi lorsqu'il se bat avec lui. Il éprouve des sentiments pour la générale Beate après une série d'incidents impliquant une lettre d'amour écrite par Eiko et destinée à Djidane.
Le personnage d'Adelbert Steiner peut faire penser à celui de Matamore (Comedia del arte) pour ses paroles pleines d'héroïsme qui ne sont qu’exagération, ainsi que pour son épée et son armure de taille absurde durant les cinématiques, faisant ressortir le côté "bouffon" du personnage

### Freyja Crescent
Freyja Crescent (VO : Freija Crescent (フライヤ・クレセント, furaiya kuresento) est une Chevalier Dragon de Bloumécia, un royaume rival de celui d'Alexandrie. Elle a quitté sa patrie natale à la recherche de son maître et amour perdu depuis longtemps, Fratley. C'est une vieille amie de Djidane, elle le rencontre à Lindblum et participe avec lui à la fête de la chasse. Quand elle entend parler de la destruction de Bloumécia, elle y accourt pour aider ses compagnons à fuir et pour y défendre son pays en tant que Chevalier Dragon. Elle maîtrise parfaitement la lance et les techniques de combat des chevaliers dragons.

### Eiko Carol
Eiko Carol (エーコ・キャルオル, ēko kyaruoru) est une très jeune « invokeure » de 6 ans, vivant avec ses amis Mogs dans les ruines de Madahine-Salee, le Village des Invokeurs Disparus, depuis la mort des autres « invokeurs » dont faisait partie sa famille. Elle porte une corne et de petites ailes dans le dos. Eiko est très joyeuse et pleine d'énergie, et peut facilement se mettre en colère. Malgré son âge, elle déteste qu'on la traite comme une enfant. Elle est apparemment attirée par Djidane qui la fascine depuis sa toute première rencontre avec le bandit. Pendant les combats, Eiko attaque avec sa flûte et soutient ses alliés avec sa magie curative. Elle peut aussi invoquer de puissantes chimères.

### Tarask Coral
Tarask Coral (VO : Salamander Coral (サラマンダー・コーラル, saramandā kōraru), dit "Tarask le Rouge", est un mercenaire mystérieux, doué pour le combat au corps à corps. Il est l'un des bandits les plus recherchés de Tréno pour vol, mais la personne qui a commis le crime s'avère être Djidane alors que Tarask n'était que le garde du corps du Roi de Tréno qui a tenté de l'empêcher de s'enfuir, il s'est retrouvé accusé de vol après une ruse de Djidane. Au lieu de se défendre verbalement, il est parti sans rien dire. Il travaille comme chasseur de primes aux côtés de Lamie jusqu'à ce que Djidane le batte durant une bataille à Madahine-salee. Voyant qu'il a perdu la bataille et qu'il est fini, il demande à Djidane de le tuer. Comme ce dernier refuse, il s'enfuit. Il revient lorsque les personnages arrivent vers la sortie de Madahine-salee et rejoint le groupe pour suivre Djidane et tenter de comprendre pourquoi ce dernier ne déploie pas sa force et voyage avec ses camarades. Il ne croit pas en l'amitié, mais finira par accepter Djidane et le reste du groupe comme ses alliés.
C'est un combattant au corps à corps qui possède aussi des pouvoirs spéciaux de moine guerrier l'aidant pendant les combats. Il possède les aptitudes inhérentes aux Moines de Final Fantasy, dont le Shakra, une technique de soin.

### Kweena Quen
Kweena Quen (VO : Quina Quen (クイナ・クゥエン, kuina kūen) est sans doute le personnage le plus étrange du jeu. Dans la version anglaise du jeu, on ne lui attribue pas de genre, on ne sait pas si il/elle est de sexe masculin ou féminin, mais dans la version française, la traduction a penché pour le genre féminin. Il s'agit d'une guerrière Kwe, très friande de grenouilles. Elle vit avec son maître, Kwell, dans le marais des Kwe au pied de Lindblum. Quand elle rencontre Djidane, elle choisit de le suivre dans son voyage pour découvrir la « voie de la nourriture ». Cependant, son caractère distrait et sa gourmandise la font partir dès qu'elle repère quelque chose qui semble comestible, ce qui contribue au comique du jeu.
Au combat, Kweena se bat à l'aide d'une fourchette, parfois d'un couteau, et est capable de manger ses adversaires afin d'apprendre leurs capacités.

## Antagonistes

### Kuja
Personnage mystérieux et d'apparence androgyne, Kuja fournit la Reine Branet en armement magique afin de lui permettre d'assouvir ses desseins. Il est doté d'un très grand pouvoir, et adore semer la mort et le chaos. Peu de temps après, il commence à s'ennuyer et à se trouver indigne de son nom en se disant qu'il sert une reine. Aveuglé par le pouvoir, il tue la reine Branet depuis l'Ifa, un arbre immense qui renferme de nombreux secrets, dont la source de la Brume, un brouillard magique. Il désire obtenir une puissance inégalée et décide de ce fait d'entrer pour la première fois en Transe. On découvre alors qu'il possédait lui aussi une queue qu'il cachait jusque-là par honte de ses origines. Cependant, peu après avoir obtenu la puissance dont il rêvait et tué Garland, ce dernier lui informe que Kuja va bientôt mourir, que sa "durée de fonctionnement" touche à son terme. Prostré par cette révélation, Kuja sombre dans la folie destructrice et détruit Terra à lui seul. Il rejoint ensuite Mémoria, le monde créé par l'association des mémoires des générations passées présentes et à venir. Il y trouve le Cristal, source de toute vie et estime que s'il doit mourir, le monde n'est pas digne de vivre sans lui. Sa peur de mourir provoque alors l'apparition de Darkness, boss final et personnification des valeurs du jeu.

### Darkness
Boss final du jeu, Darkness représente la peur de mourir.

« La peur est présente dans le cœur de toute créature dès l'instant de sa naissance. Vivre est cruel en soi, pour survivre, il faut tuer et exclure. Vivre c'est souffrir et connaître quotidiennement la peur de mourir... Quand l'inéluctabilité de la mort prend le dessus, la peur se réveille ; la peur de mourir devient insupportable et quand on souffre de ne pas vouloir affronter la mort, on en vient à haïr la vie et à jalouser les vivants. On ne peut arrêter la peur de mourir ; la seule solution reste de tout détruire... Toute chose dans cet univers est destinée à disparaître. S'il n'y a rien, même la peur devient inutile. Survivre malgré la douleur est une preuve du désir inconscient de vivre... Lorsque la peur l'emporte, on choisit le chemin de la destruction ; on ne progresse plus que pour détruire. Vivre pour détruire revient à ne pas vivre du tout, tout n'est que contradiction... Il est inutile de nier ses propres réponses : tout est vérité et le néant est tout. Retourner au néant... Il n'y a pas d'autre choix possible, et c'est la prière de tout être vivant. »

### Beate
Beate (VO : Beatrix (ベアトリクス, beatorikusu) est la générale des Amazones, un corps d'armée exclusivement composé de femmes qui constitue la plus grande partie de l'armée d'Alexandrie. C'est une combattante d'une très grande habileté, crainte de beaucoup de guerriers, qui se lasse presque de toujours vaincre ses adversaires avec une aisance effrayante. Les Amazones et elle-même forment un clan rival à celui des Brutos, le petit clan de Adelbert Steiner, uniquement constitué d'hommes.
Convaincue de servir Branet et la princesse Grenat, elle changera de camp en découvrant que les manipulations de la reine d'Alexandrie menacent la vie de la princesse. Après la mort de Branet, elle entrera au service de Grenat. C'est alors qu'à la suite d'un quiproquo causé par Eiko, une relation avec Steiner commence.
Ce personnage peut être joué seulement le temps d'un combat (juste après son changement de camp). 

### Branet
Elle est la reine d'Alexandrie et est effroyablement laide. Branet semble également nourrir d'étranges ambitions de conquête depuis quelque temps. Pour cela, elle s'est offert les services de Kuja, qui lui a donné la technologie lui permettant de concevoir des mannequins animés par la Brume. Elle a élevé Grenat dans le but de pouvoir lui arracher ses Chimères. En effet, elle a recueilli la jeune fille alors qu'elle venait de perdre son enfant, et Grenat est arrivée à bord d'une barque, auprès de sa mère Invokeur décédée.
Elle déclenchera de nombreuses guerres, qu'elle gagne facilement avec l'aide des Chimères, annihilant Clayra et détruisant Lindblum. Devant la trahison de Kuja, elle tentera de le tuer avec Bahamut, mais Kuja prendra le contrôle de la Chimère qui se retournera contre la reine et la tuera. Avant de mourir, elle aura quelques mots d'affections pour Grenat qu'elle voulait pourtant tuer un peu plus tôt.

### Garland
Garland est le maître de Terra, l'autre monde, où il vit dans son palais nommé Pandémonium. Créateur des génomes, il voulait un être assez puissant pour régner sur Héra. Il donna ainsi naissance à Kuja, qu'il considéra comme raté car ayant une durée de vie limitée, puis Djidane. C'est lui qui tua les Invokeurs avec l'Invincible, par peur de leur puissance et leur contrôle des Chimères, qui auraient pu lui nuire.
Il mourra de la main de Kuja en transe, mais son âme survivra quelque temps pour révéler à Kuja sa mort prochaine et aider Djidane à le vaincre.

### Lamie
Lamie est une chasseuse de primes lancée aux trousses de Grenat fugitive par Branet. Faisant cavalier seul, comme Tarask, elle tentera par deux fois de se mettre en travers du chemin de Djidane, n'hésitant pas à prendre Eiko en otage, mais sera finalement mis en déroute par Tarask.

### Pile et Face
Pile et Face sont deux bouffons jumeaux capables d'enlever les chimères aux Invokeurs. Pile est vêtu de bleu et blanc alors que Face est rouge et blanc. Ils sont au service de la reine Branet, pour qui ils traquent Grenat après sa fugue, mais sont renvoyés par elle après leur échec à empêcher sa seconde évasion. Après une période d'errance, ils entrent au service de Kuja. Sur son ordre, ils enlèvent Eiko pour lui voler ses chimères au pic de Goulg (bien qu'en principe, les chimères ne puissent être enlevées qu'après les 16 ans de l'Invokeur) mais Marthym, une chimère qui protégeait Eiko, les terrasse au prix de sa vie. Kuja les ranime une dernière fois et les transforme en un monstre à deux têtes du nom de siamois que Djidane et ses amis devront combattre.

## Personnages secondaires

### Les Tantalas
Les Tantalas sont une bande de voleurs qui se présentent comme des acteurs pour commettre leurs larcins. Leur repaire est dans le Quartier théâtral de Lindblum.
Bach
Le chef des Tantalas, il est tolérant, mais parfois facile à énerver. Pourtant, il entraîne les membres de son gang pour qu'ils soient les plus grands voleurs des quatre continents. Mais cela n'est pas suffisant pour lui : rien n'est jamais suffisant d'ailleurs. Alors, depuis que Djidane fit la demande de démission des Tantalas, Bach en fut retourné. Depuis, il entraîne les autres encore plus dur qu'avant pour qu'ils atteignent le talent de Djidane.
Frank
Frank est un membre des Tantalas qui fait partie des plus respectables et honnêtes. Très habile avec son épée, il essaye d'égaler son meilleur ami Djidane, sans y parvenir. Il se répète sans cesse qu'il faut aller à la rescousse du monde pour être honoré, non pas voler et tuer le plus de monde. Puis, il connaîtra une mort limitée, mais sans souffrance dans la Forêt Maudite sur le Continent de la Brume, en se retrouvant pétrifié parmi les racines d'une plante. Il sera sauvé par Markus qui récupérera une Aiguille platine pour le libérer du sortilège des bois.
Markus
Markus est un très grand et puissant Tantalas. Toujours prêt à servir son groupe, il file pour être le personnage principal de la pièce de théâtre prévue pour l'enlèvement de Grenat nommée Je veux être ton oisillon. Il est l'un des plus grands Tantalas, non pas pour sa puissance qui pourrait facilement être égalée, mais pour sa volonté de gagnant et son énorme confiance en soi.
Cinna
Cinna est un membre des Tantalas, mais plus doué pour la cuisine ou le bricolage que le vol. Armé d'un marteau rouillé, il attaque ses ennemis en leur sautant à la tête, et en leur donnant des coups de manche de son arme au lieu de frapper avec le métal. Il est maquillé comme un clown et est en quelque sorte l'animateur de la bande. Il a un zézaiement très prononcé.
Les frères Nero
Trois frères à tête de chien, Benero, Senero et Genero sont très proches et parlent toujours avec enthousiasme, chacune de leur phrase est ponctuée d'un point d'exclamation. Genero n'est pas officiellement membre des Tantalas au début.
Ruby
Ruby est la seule membre féminine des Tantalas. Peu intéressée par la cambriole, elle cherche à devenir actrice. Après les événements d'Alexandrie, elle reste dans la ville où elle ouvre un café-théâtre. Elle est également proche des Mogs et utilise la Mog-poste.

### Cid
Le roi Cid Fabul IX (シド・ファブール9世, Shido Fabūru Kyūsei) est le souverain du royaume de Lindblum, doublé d'un grand ingénieur. Il est en effet le concepteur de plusieurs aéronefs. Cependant, Cid est aussi un coureur de jupons invétérés, et sa dernière aventure a poussé sa femme Hildegarde à lui donner une leçon en le transformant en puluche, ne laissant de l'homme que ses moustaches. Hildegarde étant enlevée par Kuja, il se retrouve obligé de se cacher du peuple. Maître Totto tentera un premier remède qui le changera en grenouille, avant qu'Hildegarde ne soit sauvée par Djidane et ne lui rende son apparence d'homme. Lui et Hildegarde adopteront Eiko à la fin du jeu.
Il est également un ami d'enfance de Bach, le chef des Tantalas, qu'il chargera d'enlever Grenat pour l'amener à ses côtés.
Ce personnage peut être joué le temps d'une énigme (qui consiste à sauver les personnages restés aux mains de Kuja alors que Djidane est occupé par la quête que son ennemi lui a imposé).

### Mikoto
Mikoto est l'unique réceptacle (clone destiné à recueillir les âmes de Terra) créé par Garland dont on connaisse le nom. C'est elle qui mène Djidane vers son créateur. Elle est sauvée, en même temps que les autres clones, par les héros, lors de la destruction de la planète par Kuja. Elle et les siens sont ensuite installés au village des mages noirs, le destin des deux races étant assez semblable. C'est elle qui préviendra le roi Cid et Beate pour qu'ils aillent aider l'Invincible lors de la seconde bataille de l'Ifa.

### Choco
Choco est l'unique chocobo que l'on peut chevaucher durant le jeu. Il dispose d'un talent très utile : sa capacité à détecter et à déterrer les trésors enfouis un peu partout sur la carte.